# Huánuco (città)
Huánuco è una città nella zona centrale del Perù.
Situata ad un'altezza di circa 1900 m s.l.m., con una popolazione di circa 75.000 abitanti, è il capoluogo della regione di Huánuco e della provincia omonima. È sede della diocesi di Huánuco, istituita da Pio IX nel 1865.

## Storia
La muy noble y leal ciudad de los Caballeros del León de Huánuco fu fondata dal conquistador spagnolo Gómez de Alvarado nel 1539, nella città Inca di Yarowilca. Nel 1541, la città fu spostata ove si trova attualmente. È attraversata dal Rio Huallaga ed è servita dall'aeroporto Alf. FAP David Figueroa F.
La città gode di un clima estremamente mite e piacevolmente ventilato, tanto da essere nota come "la città dall'eterna primavera".
A circa 5 km di distanza dalla città si trovano le rovine di Kotosh, famose per il tempio de Las Manos Cruzadas, così denominato per la raffigurazione di una coppia di mani incrociate, in argilla, attualmente ospitate al Museo Nacional de Arqueología y de Historia di Pueblo Libre, a Lima. I primi insediamenti a Kotosh risalgono al 2000 a.C. In particolare, il periodo cosiddetto Kotosh-Mito si sviluppa dal 2000 al 1500 a.C.; il tempio de Las Manos Cruzadas appartiene a quella fase.
Una tipica manifestazione folkloristica è la danza de los negritos, ricca di significati simbolici, che risale all'epoca in cui gli schiavi neri lavoravano nelle haciendas e miniere della zona.
La città è collegata a Lima, distante circa 400 km, dalla Carretera Central, una strada che raggiunge i 4818 m di altezza nel suo punto più alto (Abra Anticona, detto anche "Ticlio"), dove corre parallela alla ferrovia, e da un tratto della Carretera Longitudinal de la Sierra, .  La strada attraversa l'altopiano di Junin, costeggiando il lago omonimo, e la città mineraria di La Oroya. Oltre Huánuco, attraversando il tunnel del Carpish, dopo circa 120 km si raggiunge Tingo María, città di ingresso alla selva amazzonica.

## Curiosità
Huánuco viene citata diverse volte dal noto scrittore peruviano Mario Vargas Llosa nel suo autobiografico La zia Julia e lo scribacchino, successo editoriale del 1977.

## Collegamenti esterni

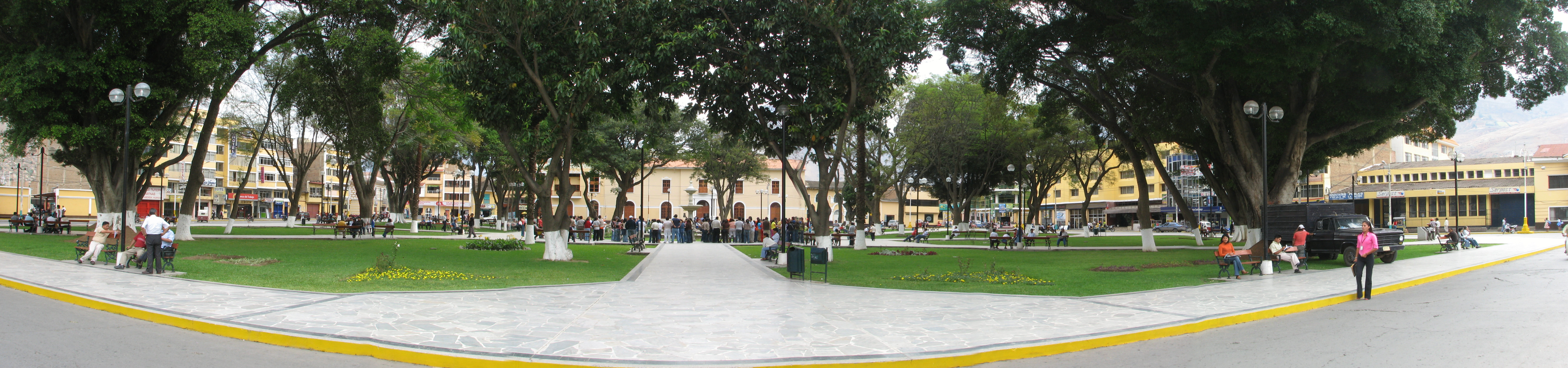
La Plaza de Armas, piazza centrale della città